# سوق المجلس
يعد سوق المجلس السوق الرئيس لشقراء سابقاً، ويعود تاريخه إلى أكثر من مئتي عام ويقع غرب الجامع الكبير ملاصقاً لمحرابه ومئذنته وكان يتم التوسع فيه كل ما دعت الحاجة ومع مرور الزمن وتطور المدينة ألحقت دكاكين أخرى في جانبي مداخله.
ويضم السوق مدرسة الشيخ ابن حنطي والمشهورة بتاريخها في إنجاب الكثير من العلماء، ومعالم أخرى يحتضنها السوق.

## الموقع
يقع السوق في الديرة القديمة بشقراء شمالاً وإلى الشمال من مدينة شقراء الحالية والتي تبعد عن العاصمة الرياض قرابة 200 كم تقريباً وبجانب سوق حليوة التراثي.

## التاريخ
يعد سوق المجلس السوق الرئيس لشقراء سابقاً، ويعود تاريخه إلى أكثر من مئتي عام ويقع غرب الجامع الكبير ملاصقاً لمحرابه ومئذنته، وقد كان يتم التوسع فيه كلما دعت الحاجة، ومع مرور الزمن وتطور المدينة ألحقت دكاكين أخرى في جانبي مداخله. ويضم السوق مدرسة الشيخ ابن حنطي والمشهورة بتاريخها في إنجاب الكثير من العلماء، ومعالم أخرى يحتضنها السوق. السوق الكبير كما كان يسمى أو الماقفة كما يسميه أهل البادية، كان به أكثر من سبعين محلاً، يعمل فيه صغار التجار والسماسرة وبائعوا التجزئة، ومع إزدحام السوق بالباعة والحاجة للزيادة، بنيت محلات إضافية زادت على المائة محل في العام 1360هـ، حيث أخذ السوق شهرة واسعة وإكتظ بالباعة والدلالين، وهو ما دعا إلى بناء سوق آخر قريباً منه وهو سوق حليوة. وباحة السوق عبارة عن ساحة مكشوفة واسعة، كانت مخصصة لبيع المواشي والبضائع التي تجلب من البادية ومن البلدان البعيدة أو المجاورة

## البناء
تم بناء السوق بمواد بناء تقليدية، وأتبع في أسلوب بنائه النمط المحلي السائد في منطقة نجد، فقد أستخدم الطين الممزوج بالتبن على شكل قوالب في بناء الجدران، والتي تبنى على قواعد من الحجر. وتم تشييد الأسقف من جذوع أشجار الأثل توضع بشكل أفقي على الجدران في حالة البحور القصيرة، وفي البحور الكبيرة يدعم السقف بأعمدة مكونة من قطع حجرية أسطوانية تعرف بالخرز، يفرش عسيب النخل وسعفه فوق الجذوع ويصب عليها طبقة طينية لمنع تسرب مياه الأمطار. أستخدمت زخارف طينية وجصية تميزت ببساطتها لتزيين الواجهات وأعلى سترات الأسطح وحول الأبواب والنوافذ.

### مكونات الموقع
- أساسات من الحجر.
- الحوائط مبنية في صورة مداميك من الطيين اللبن.
- المباني مغطاة بطبقة من اللياسة الخارجية.
- أعمدة حجرية أسطوانية .
- أسقف من خشب الاثل مغطاة بسعف النخيل وطبقة من الطين والتبن.
- تشمل المباني على زخارف معمارية مميزة.
- ارتفاع المباني عبارة عن طابقين.[3]
- تجديد السوق

تم تجديد بناء السوق بالكامل من قبل بلدية شقراء بتبرع من شركة الجميح القابضة، وتم البناء بنفس المواد الأصلية مع بعض الإضافات من رصف الطرقات والساحة الرئيسية مع تأمين الخدمات من إنارة وكهرباء وصرف وصحي وغيرها.

## وصلات خارجية
- تشغيل سوق المجلس التاريخي بشقراء
- تاريخ شقراء.. لجنة التراث تعيد «الزمن الجميل» إلى الواجهة